# Pavel Růžek
Pavel Růžek (30. listopadu 1951 – 30. srpna 2011) byl český spisovatel.
Narodil se 30. listopadu 1951 v Konobrži (dnes už neexistující vesnice u Mostu, zbořená při rozšiřování těžby uhlí v letech 1976-1979). O šest let později se rodina Růžků přestěhovala do Litvínova. O Velikonocích 1968 Růžkův otec spáchal sebevraždu. Poslední ročník gymnázia spisovatel absolvoval v Chomutově, pak krátce studoval v Plzni a pracoval v litvínovském Staliňáku jako překladatel a tlumočník. V září 1971 začal studium na Pedagogické Fakultě v Ústí na Labem. Tam se setkal a spřátelil s Viktorem Šlajchrtem, malířem Janem Mária Valtem a Ivanem Němečkem.
Po skončení studia učil na základních školách v malých vesnicích jižních a severních Čech, v Malontech, Bezdružicích, Čimelicích a Hoře sv. Kateřiny. Na konci roku 1980 se seznámil s vdanou Nadějí. S ní a s její dcerou Nikolou se přestěhovali do Chudeřína. S Nadějí se vzali v srpnu 1982. V roce 1983 v Severočeském nakladatelství vydal s ohledem k cenzuře přepracovanou knihu Budižkničemu. O rok později se mu narodila dcera Alžběta. V roce 1987 publikoval román Obyčejný ráj a o dva roky později Mistr světa. V roce 2005 od něho odchází manželka. Růžek o několik let později přestal pracovat a věnoval se jen psaní.
„Od konce osmdesátých let jsem nepsal, věnoval jsem se učení a překladům, před pěti lety jsem začal psát znova, ale to spíš jen kratší povídky.“ − řekl v roce 2009 o svém návratu k psaní spisovatel. Připravených měl třicet, abecedně seřazených povídek. Vyšlo jich nakonec sedmnáct, rozdělených do dvou sbírek. První sbírka povídek Bez kůže vyšla v roce 2010 a o rok později soubor Bez růže, jež byl už ale pokřtěn přáteli. Růžek umírá po dlouhé nemoci (důsledek alkoholismu) měsíc před vydáním knihy.